# Runddysse von Tvevadgård

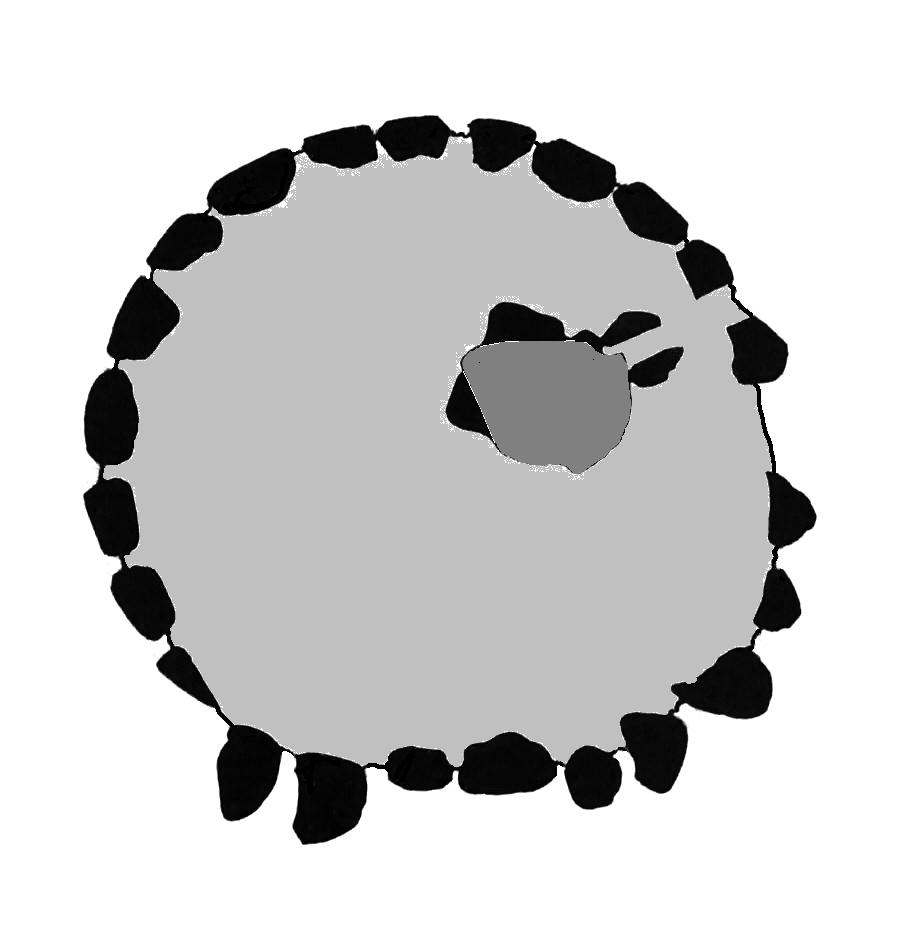
Schema eines Runddysse von oben gesehen

Der Runddysse von Tvevadgård (auch Hudevad genannt) liegt bei Ellinge, östlich von Rolsted und nordöstlich von Ferritslev auf Fünen in Dänemark.
Die Nordwest-Südost orientierte Kammer des Urdolmens liegt im Feld südlich des namengebenden Bauernhofes in einem Hügelrest von etwa 7,0 m Durchmesser und 0,5 m Höhe. Die leicht trapezoide Kammer wird aus drei Tragsteinen, einem niedrigen Schwellenstein im Südosten und dem in situ aufliegenden, überstehenden Deckstein gebildet. Die Kammerlänge beträgt 1,5 m, die Breite 1,25 m und die Höhe 0,8 m.
Etwa 200 m entfernt liegt der Langdysse von Ferritslev.